# Piast Cieszyn
Piast Cieszyn – polski klub sportowy, założony w 1909 roku w Cieszynie.
W sierpniu 1969 roku połączył się ze Stalą Cieszyn.
Od sezonu 2020/2021 występuje w skoczowsko-żywieckiej klasie okręgowej. W Piaście, swoją karierę rozpoczynał m.in. wielokrotny reprezentant Polski Ireneusz Jeleń, który wrócił do tego klubu w 2014 roku.

## Sukcesy
- III liga – 1959, 1959/60[1]
- 1/16 finału Pucharu Polski – 1964/65
- I runda Pucharu Polski – 1984/85
- Puchar Polski OZPN Bielsko-Biała – 1983/84

## Stadion
Piast mecze rozgrywa na Stadionie Miejskim przy ul. Jana Łyska 21 w Cieszynie. Dane techniczne stadionu:
- pojemność stadionu: 4000 miejsc (3200 siedzących)
- oświetlenie: brak
- wymiary boiska: 105 × 65 m